# Franco Foschi
Franco Foschi (Recanati, 28 giugno 1931 – Ancona, 16 agosto 2007) è stato un politico e scrittore italiano.

## Biografia
Dopo gli studi superiori indirizzò i suoi interessi verso la medicina e in particolare verso la neurologia e le malattie del sistema nervoso; fu autore di numerose pubblicazioni in questo campo e divenne primario e direttore dei servizi d'igiene mentale della provincia di Ancona; si interessò inoltre delle condizioni dei lavoratori che concretizzò nella cattedra di Medicina del Lavoro ad Urbino nei suoi ultimi anni di vita.
Iscritto nelle file della Democrazia Cristiana, fu sindaco della sua città natale dal 1960 al 1970, deputato dal 1968 al 1994, dalla V alla XI legislatura della Repubblica, sottosegretario al Lavoro, alla Sanità e agli Esteri, ministro del lavoro durante il Governo Cossiga II ed il Governo Forlani.
Nel 1982, in qualità di sottosegretario, si adoperò per il rientro in patria dei desaparecidos di origine italiana, intrecciando rapporti con i vertici del governo argentino, fortemente legati agli ambienti della massoneria; secondo alcune testimonianze tali contatti furono alla base della presunta iscrizione del politico nella lista degli appartenenti alla P2, pur protestandosi egli stesso completamente estraneo alla loggia e non comparendo mai il suo nome nelle molte vicende della loggia gelliana.
Nel 1987 fu nominato direttore del Centro Nazionale di Studi Leopardiani; sotto la sua presidenza ventennale il Centro divenne una prestigiosa istituzione a carattere internazionale, collaborando con università e studiosi di ogni paese e promuovendo l'opera di Leopardi in tutte le nazioni.
Nell'anno 2001 fondò ed inaugurò sulla sommità del colle dell'infinito a Recanati il Centro Mondiale della Poesia con lo scopo di promuovere e favorire la poesia e la cultura in qualsiasi parte del mondo ed in qualsiasi lingua e forma si possa esplicare.
Rimase Presidente del Centro Nazionale di Studi Leopardiani e del Centro Mondiale della Poesia sino alla sua morte.
È stato inoltre Presidente dell'AWR, Associazione internazionale non governativa di carattere scientifico con sede in Vaduz che gode dello status consultivo nei confronti delle Nazioni Unite e del Consiglio d'Europa posta sotto il patrocinio del principe del Liechtenstein riguardante le problematiche dei rifugiati e dei migranti lavoratori.
Medaglia d'oro al valore della Sanità Pubblica. Socio della Royal Society of Medicine of London.
Membro associato d'onore dell'Assemblea del Consiglio d'Europa.
Nell'arco della sua carriera parlamentare ha presentato 420 progetti di Legge.